# Glicosilación proteica
La glicosilación o glucosilación  es el proceso de adición de carbohidratos a una proteína. El destino de las proteínas a las que se le ha añadido una cadena de glúcidos (glicoproteínas) es ser secretadas o formar parte de la superficie celular, aunque algunas proteínas nucleares y citosólicas también están glicosiladas. Los carbohidratos de las glicoproteínas tienen funciones relacionadas con el plegamiento de proteínas en el retículo endoplasmático rugoso(REr), en el destino de la proteína en los compartimentos intracelulares y en las interacciones célula-célula.

## Tipos de glicoproteínasGF
Hay tres familias: N-glicoproteínas , O-glicoproteínas y C-glicoproteínas, depeniendo del lugar de adición de los carbohidratos:
- N-glicoproteína: los carbohidratos se unen al grupo amino de la cadena lateral del aminoácido asparagina.

- O-glicoproteína: en este caso, el punto de unión es el grupo hidroxilo de las cadenas laterales de los aminoácidos serina y treonina.

- C-glicoproteína: el punto de unión es el grupo carboxilo del aminoácido: triptofano

Los carbohidratos que se unen directamente a estos sitios son normalmente N-acetilglucosamina y O-acetilgalactosamina, respectivamente.

## Proceso
La glicosilación se lleva a cabo en el interior del RER. El primer paso es la translocación proteica (introducción de la proteína a su interior). Mientras se introduce, se hace la transferencia de un oligosacárido común, compuesto de 14 residuos (2 N-acetilglucosaminas, 3 glucosas y 9 manosas), a un residuo de asparagina de la proteína en síntesis. El oligosacárido es introducido al interior del REr, gracias a un lípido transportador de su membrana: el dolicol fosfato.
Una vez transferido a la proteína, en el proceso de la "maduración" de la proteína, este oligosacárido sufrirá unas modificaciones: perderá las 3 glucosas y 1 manosa.

Este mecanismo es aplicable a los N-oligosacáridos, mientras que los O-oligosacáridos se forman con la adición de un único azúcar compuesto por pocos residuos monosacáridos.
La diferencia con la O-glicosilación es que esta última ocurre directamente en el aparato de Golgi, y directamente en la proteína postraduccionalmente, adicionándose con un grupo hidroxilo al residuo de serina o treonina. Por el contrario la N-glicosilación empieza en el RER y termina en el Golgi, donde se empaqueta y exporta desde el retículo trans-golgi como una proteína madura.
- Datos: Q5880855